# Trude Gimle
Pour les articles homonymes, voir Gimle (homonymie).
Trude Gimle est une skieuse alpine norvégienne, née le 2 décembre 1974 à Aurskog. Elle compte quatre-vingt-sept départs en Coupe du monde et deux participations aux Jeux olympiques d'hiver.

## Palmarès

### Jeux olympiques d'hiver
Trude Gimle participe aux Jeux de Lillehammer en 1994 et ceux de Nagano en 1998. Elle y dispute quatre courses.
| Épreuve / Édition | Lillehammer 1994 | Nagano 1998 |
| ----------------- | ---------------- | ----------- |
| Descente          | -                | 16e         |
| Super-G           | -                | 25e         |
| Slalom            | 15e              | Abandon     |

### Championnats du monde
Megan Gerety participe à une seule édition des championnats du monde de ski alpin. Elle y obtient une 5e place en combiné.
| Épreuve / Édition | Vail-Beaver Creek 1999 |
| ----------------- | ---------------------- |
| Descente          | 15e                    |
| Super-G           | 17e                    |
| Slalom            | 20e                    |
| Combiné           | 5e                     |

### Coupe du monde
Au total, Trude Gimle participe à 87 courses en Coupe du monde. Elle compte trois podiums, dont deux en combiné et un en slalom, et obtient son meilleur classement général en 1999 en finissant au 28e rang, et se classe 3e du classement du combiné cette même année,.

#### Différents classements en Coupe du monde
| Saison / Épreuve | Saison / Épreuve | Général | Général | Descente | Descente | Super-G | Super-G | Slalom géant | Slalom géant | Slalom | Slalom | Combiné | Combiné |
| ---------------- | ---------------- | ------- | ------- | -------- | -------- | ------- | ------- | ------------ | ------------ | ------ | ------ | ------- | ------- |
| Saison / Épreuve | Saison / Épreuve | Class.  | Points  | Class.   | Points   | Class.  | Points  | Class.       | Points       | Class. | Points | Class.  | Points  |
| 1994             | 1994             | 85e     | 45      | -        | -        | -       | -       | -            | -            | 35e    | 45     | -       | -       |
| 1995             | 1995             | 69e     | 67      | -        | -        | -       | -       | 50e          | 7            | 24e    | 60     | -       | -       |
| 1997             | 1997             | 69e     | 51      | 43e      | 7        | 36e     | 12      | -            | -            | -      | -      | 8e      | 32      |
| 1998             | 1998             | 58e     | 109     | 30e      | 28       | 23e     | 59      | -            | -            | -      | -      | 19e     | 22      |
| 1999             | 1999             | 28e     | 309     | 17e      | 146      | 45e     | 13      | -            | -            | 34e    | 30     | 3e      | 120     |
| 2001             | 2001             | 70e     | 55      | 38e      | 23       | -       | -       | -            | -            | -      | -      | 8e      | 32      |

#### Performances générales
| Résultat  | Descente | Super-G | Slalom géant | Slalom | Combiné | Total |
| --------- | -------- | ------- | ------------ | ------ | ------- | ----- |
| 1re place | -        | -       | -            | -      | -       | -     |
| 2e place  | -        | -       | -            | -      | -       | -     |
| 3e place  | -        | -       | -            | 1      | 2       | 3     |
| Top 10    | 2        | -       | -            | 2      | 4       | 8     |
| Top 30    | 13       | 7       | 1            | 5      | 5       | 31    |
| Autres    | 12       | 17      | 7            | 20     | -       | 56    |
| Départs   | 25       | 24      | 8            | 25     | 5       | 87    |